# Контактна імпровізація
Контактна імпровізація — форма танцю «Постмодерн», в якому відбувається імпровізація, завдяки слідуванню за точкою дотику між партнерами та дослідженню імпульсів тіла.

## Історія створення
Рух контактної імпровізації сформувався в 1972 році в Америці, засновником якого є Стів Пекстон, який практикував цей танець разом з групою танцівників в театрі Джадсона. Контактна імпровізація як форма танцю, була розроблена на основі виступу "Магнезій" (ориг. «Magnesium») Стіва Пекстона в «Оберлінському коледжі», в 1972 році. В процесі імпровізації учасники практикувались у взаємному балансуванні тіл, падіннях та стрибках. У червні 1972 року, за фінансування «Change Inc.», Стів зібрав близько п'ятнадцяти спортсменів для репетицій та дослідження танцю. На другий тиждень відбувся показ у галереї Вебера в Нью-Йорку. Серед учасників були імпровізатори: Тім Батлер, Барбара Ділі, Леон Фелдер, Мері Фулкерсон, Том Гаст, Даніель Лепкофф, Ніта Літтл, Аліса Лустерман, Марк Петерсон, Курт Сіддалл, Емілі Сайдж, Ненсі Старк Смітт і Девід Вудбері. На початку 1983 року колектив організував тур з семінарами на Західне узбережжя під назвою «Ви прийдете, ми покажемо вам, що ми робимо».
У 1975 році був заснований американською хореографинею Ненсі Старк Смітт журнал «Contact Quarterly», який вона редагувала та випускала разом з Лізою Нельсон.

## Техніка виконання
Контактна імпровізація найчастіше виконується дуетом, мовчки, з танцюристами, які підтримують вагу один одного під час руху. Практика включає катання, падіння, дотримання фізичної точки дотику, підтримку, балансування, генерування енергії під час танцю. Основні характеристики танцювальної форми: відчуття через дотик, перекачування через тіло, переживання руху зсередини, використання простору на 360 градусів, відчуття імпульсів в потоці імпровізації.
Центральною характеристикою контактної імпровізації залишається фокус на тілесному усвідомленні та фізичних рефлексах, а не на свідомо контрольованих рухах.
В контактній імпровізації можливо виконання танцю за такими характеристиками: сольна імпровізація, дуетна імпровізація, імпровізація в групах (від трьох та більше учасників). Контактна імпровізація практикується групами людей у неформальних, відкритих танцювальних формах “джему”.
Під час контактної імпровізації відбувається дослідження кінестетичних можливостей тіл, що рухаються через контакт.
Ця практика доступна не тільки для професійних танцівників та танцівниць, але також для непрофесіоналів. Цей танець можна досліджувати, як інклюзивну практику для людей з особливими потребами та інвалідністю.

## Контактна імпровізація та сучасний танець
Контактна імпровізація практикується по всьому світу як форма експериментального, соціального і перформативного танцю. Багато сучасних хореографів сьогодні використовують контактну імпровізацію як важливий ресурс для руху.
Контактну імпровізацію викладають в хореографічних школах, університетах. Алан Пташек — американський хореограф, викладав контактну імпровізацію в школах: "Міллс-коледж" (ориг. Mills College), «Державний університет Сан-Франциско» (ориг.San Francisco State University), «Коледж Рід» (ориг. Reed College), Університет Юти (the University of Utah), Університет Каліфорнії (ориг. «University of California»).
Існують практики, засновані на імпровізації. Наприклад, танець гага, засновник якого є хореограф Охада Нахаріни.

## Контактна імпровізація в Україні
В Україні контактна імпровізація розвивається доволі інтенсивно. Існують різні колективи, які викладають заняття з контактної імпровізації. Танцювальні осередки в основному розташовані в таких містах, як Київ, Львів, Дніпро. Наприклад, «Contemporary Dance Space» [Архівовано 24 квітня 2021 у Wayback Machine.] (м. Львів), майстерня «SOMA» [Архівовано 24 квітня 2021 у Wayback Machine.] (м. Львів), «Школа танців Київський Клуб контактної імпровізації» [Архівовано 3 березня 2021 у Wayback Machine.] (м. Київ). Перший український представник контактної імпровізації — Руслан Баранов. Він почав викладати контактну імпровізацію в Україні у 2000 році. У 1999 році він взяв участь у «Віденському літньому танцювальному тижні» "ImPulsTanz", де відкрив для себе контактну імпровізацію. Руслан сформував колектив під назвою «Клуб любителей контактной импровизации». У 2010 році був організований перший «Київський міжнародний фестиваль контактної імпровізації». Руслан Баранов є організатором фестивалю танцювальних імпровізацій «PushOK» та імпровізаційних вечорів «Impro Store».
 На цей фестиваль запросили різних іноземних вчителів. В 2012 році був організований перший мінізліт контактних імпровізаторів під назвою «Contact session» в Криму на мисі Меганом.  В 2014 на Київському фестивалі з контактної імпровізації році був знятий режисеркою Інною Павлічук документальний фільм «TuTness».